# Neurigona flavella
Neurigona flavella är en tvåvingeart som beskrevs av Negrobov 1987. Neurigona flavella ingår i släktet Neurigona och familjen styltflugor. Inga underarter finns listade i Catalogue of Life.